# سپلین ان‌تی
سپلین ان‌تی (به انگلیسی: Zeppelin NT) (ان‌تی مخفف "Neue Technologie" به آلمانی، به معنی فناوری جدید) نام یک دسته از کشتی‌های هوایی است که با گاز هلیوم پر می‌شود و از دههٔ ۸۰ میلادی توسط شرکت آلمانی سپلین ان‌تی در شهر فریدریش‌هافن آلمان در حال تولید است.